# Pheidole acutidens
Pheidole acutidens é uma espécie de insecto da família Formicidae.
É endémica da Argentina.